# 葫芦站
葫芦站，位于中华人民共和国内蒙古乌兰察布市集宁区，邮政编码012005，建于1989年，是京包铁路、唐包铁路的一个车站。离北京站508公里，离包头站308公里。距上行车站集宁南站7公里，距下行车站三岔口站8公里。该站隶属呼和浩特铁路局集宁站。不办理客货运业务，为三等车站，本站及相邻上下行区间均为电气化区段。

## 疏解改造工程
由于京包铁路、唐呼铁路（集包铁路第二双线）在本站交叉，客货列车运行时需要相互避让。为提升运输效率，解决客货列车交叉干扰的问题，2020年7月15日，葫芦站疏解改造工程全面启动。2020年9月，葫芦站疏解改造工程顺利完工。改造完成后，既有唐呼铁路的客车线可由站内Ⅰ、Ⅱ道直通至集宁南站，不用在站内转线，通往集宁站方向的列车也可通过一对道岔快速转线；既有京包铁路则变为货运线，可由站内Ⅶ、Ⅷ道直通古营盘站，避免交叉、提高运输效率，有效保障实现货运增量。
2020年10月11日，由于该工程完工造成的线路改变，京包铁路昌平至葫芦段与集包铁路第二双线（唐呼铁路）葫芦至台阁牧段合并为京包铁路，张唐铁路、张集铁路、集包铁路第二双线古营盘至葫芦段（唐呼铁路曹妃甸北至葫芦段）与京包铁路葫芦至包头段合并为唐包铁路，相关线路的运价里程重新计算。